# DiscO-Zone
Albums de O-Zone
Number 1 (2002)
Singles
1. Dragostea din tei
Sortie : 20 avril 2003
2. De ce plâng chitarele
Sortie : 12 janvier 2004

DiscO-Zone est le troisième et dernier album du groupe moldave O-Zone, sorti le 13 août 2003. Il connaît une grande popularité en Europe grâce aux titres De ce plâng chitarele et Dragostea din tei. Au Portugal, il est numéro 1 pendant huit semaines consécutive et reste 26 semaines au Top 30. Il est aussi classé au Top 10 en Belgique, Pologne, Norvège, Suisse et Finlande. En France, il est numéro 15 et reste 36 semaines dans le Top 200. Au Japon il atteint la première position durant ses 24 semaines dans les charts.
Deux singles ont été extraits de cet album :  Dragostea din tei et Despre tine.

## Pochette de l'album
Sur la pochette est dessiné le groupe avec un avion en arrière-plan.

## Liste des pistes
1. Fiesta de la noche
2. De ce plâng chitarele
3. Dragostea din tei (mayahi)
4. Printre nori
5. Oriunde ai fi
6. Numai tu
7. Dar, unde ești
8. Despre tine
9. Sărbătoarea nopților de vară
10. Nu mă las de limba noastră
11. Crede-mă

## Membres de l'album
- Dan Bălan
- Radu Sârbu
- Arsenie Toderaș